# Abdelilah Benkirane
Abdelilah Benkirane (arabiska عبد الاله بن كيران), född 4 april 1954 är en marockansk politiker inom Partiet för rättvisa och utveckling (PJD). Han var Marockos premiärminister från 29 november 2011 till 5 april 2017. Han efterträddes av Saadeddine Othmani.